# Pădurea Ruhotin
Pădurea Ruhotin (în ucraineană Рухотинський ліс) este un monument al naturii de tip botanic de importanță națională din raionul Hotin, regiunea Cernăuți (Ucraina), situată la vest de satul Ruhotin, pe Podișul Hotinului. Este administrat de întreprinderea forestieră de stat „Silvicultura Hotin” (parcelele 55/8).
Suprafața ariei protejate constituie 49 de hectare, fiind creată în anul 1975 prin decizia comitetului executiv regional. Statutul a fost atribuit conservării unei porțiuni valoroase de fag cu vârsta de aprox. 100 de ani. De asemenea cresc: mesteacăn argintiu, plop tremurător, mălin și altele. Pădurea aparține pădurilor primare tipice din regiunea subcrapatică.